# Закон на Сений
Законът на Сений (на латински: Lex Saenia) е древноримски закон, приет през 30 пр.н.е., по времето на император Октавиан Август, който утвърждава, че в патрицианското съсловие могат да бъдат приети и плебейски фамилии. Аналогичен е на приетия по времето на Цезар Lex Cassia. Приемането му е организирано от суфект консула Сений.